# Thèse de l'eau bleue

Le Congo belge étant séparé de la Métropole, sa revendication à l'indépendance est légitime.

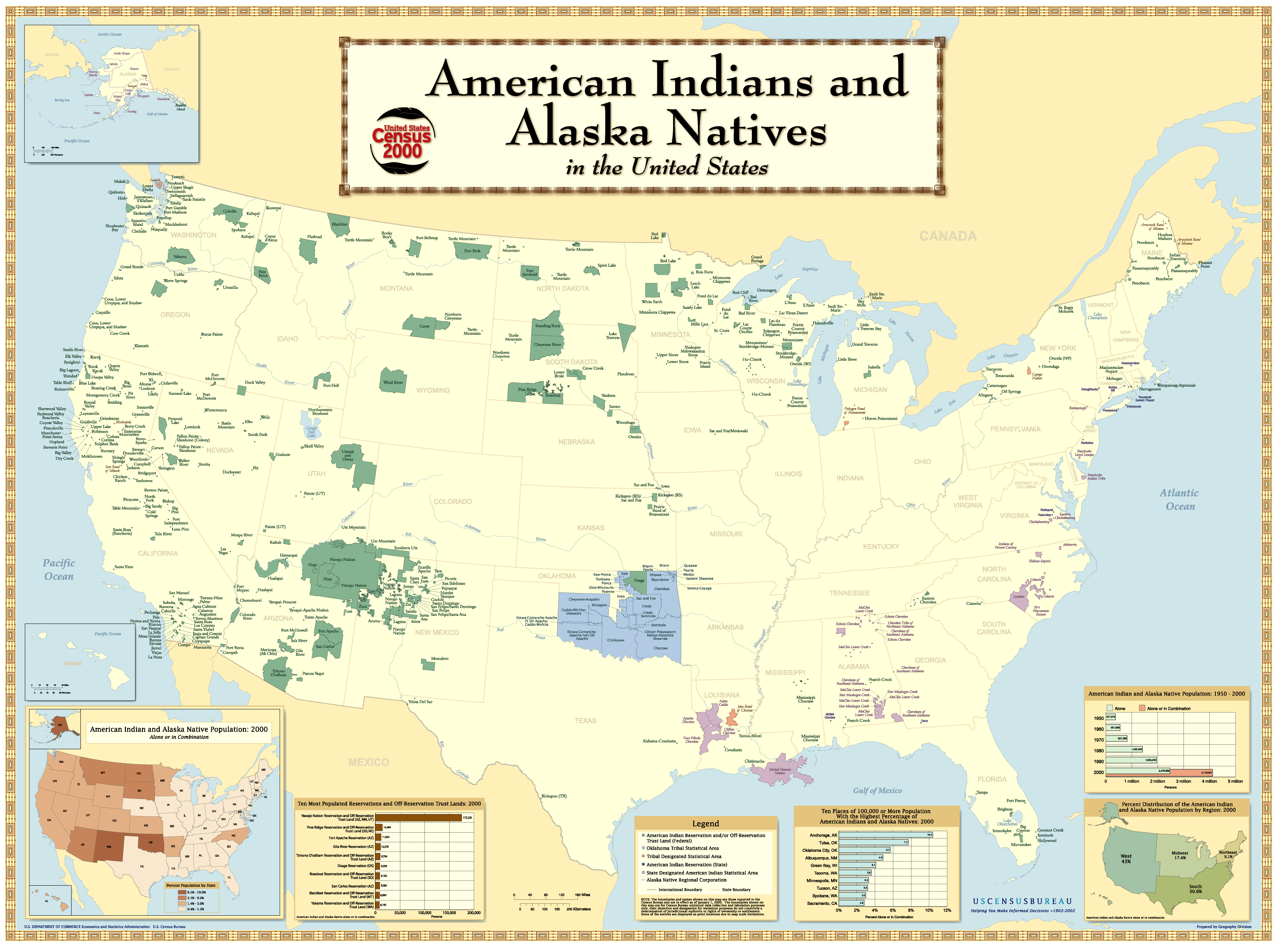
Les autochtones des États-Unis vivant sur le territoire contigu américain, ils ne sont pas, selon la thèse de l'eau bleue, légitimes à exiger leur indépendance.

La thèse de l'eau bleue ou thèse de l'eau salée (qui s'opposait à la « thèse belge » ; en anglais blue-water thesis) était une approche de la décolonisation, limitée, découlant de la résolution 637 de l'Assemblée générale des Nations unies, qui liait la question de l'autodétermination aux territoires non autonomes.
La résolution 637 (VII) de l’Assemblée générale, adoptée le 16 décembre 1952, reconnaît que « tout Membre des Nations Unies, conformément à la Charte, doit respecter le maintien du droit à l’autodétermination ». La Belgique, qui avait renoncé à ses propres possessions coloniales en vertu des nouveaux mandats de décolonisation, a ensuite tenté de garantir les droits de l’homme et l’autodétermination des peuples autochtones, en citant comme exemple marquant les peuples amérindiens des États-Unis. Ceux-ci répliquent en avançant qu'un territoire, pour pouvoir être éligible à la décolonisation, devait être séparé de sa métropole par une étendue d'« eau bleue » — en d'autres termes, un territoire contigu à celui de la métropole coloniale n'avait pas nécessairement vertu à être décolonisé.
L'idée était que les nations comportant des peuples minoritaires contigus à leur territoire nationale ne pouvaient pas leur offrir de décolonisation.
La Belgique a pris l'initiative d'essayer « d'étendre les obligations contractées par les membres de l'ONU en vertu du chapitre XI aux parties de la métropole habitées par des peuples dont le degré de subordination réelle au reste de la communauté étatique au sein de laquelle ils vivaient les plaçait dans une "situation coloniale" ». La « thèse belge » aurait « étendu le concept de "territoires non autonomes" pour y inclure les peuples autochtones privés de leurs droits vivant à l'intérieur des frontières d'États indépendants, en particulier si la race, la langue et la culture de ces peuples différaient de celles de la population dominante ». Ce faisant, la Belgique tentait de rétablir l'article 23(b) du Pacte de la Société des Nations « qui obligeait les membres à "assurer un traitement équitable aux habitants autochtones des territoires sous leur contrôle" ».
Tout en reconnaissant que « le désir d'indépendance est l'aspiration légitime des peuples soumis à la domination coloniale et que le déni de leur droit à l'autodétermination constitue une menace pour le bien-être de l'humanité et pour la paix internationale », l'ONU a codifié les affirmations des puissances coloniales qui s'opposaient aux efforts de la Belgique pour élargir la portée officielle de l'autodétermination et de la décolonisation dans la résolution 1541 (XV) de l'Assemblée générale des Nations Unies.
Des questions découlant de la poursuite, dans la pratique, de la thèse de l'eau bleue demeurent :
- Le principe de la séparation géographique comme facteur déterminant de la décolonisation est-il ou non valable ?
- Le cadre conceptuel nécessite-t-il une mise à jour afin de s’aligner sur les principes énoncés dans d’autres documents de l’ONU, tels que la Déclaration sur les droits des peuples autochtones ?
- Comment la doctrine de l'eau bleue s'applique-t-elle aux anciennes possessions coloniales telles que Hawaï, qui ont été intégrées à d'autres nations et ont été reconnues comme telles par le droit international ?